# Diêm mạch

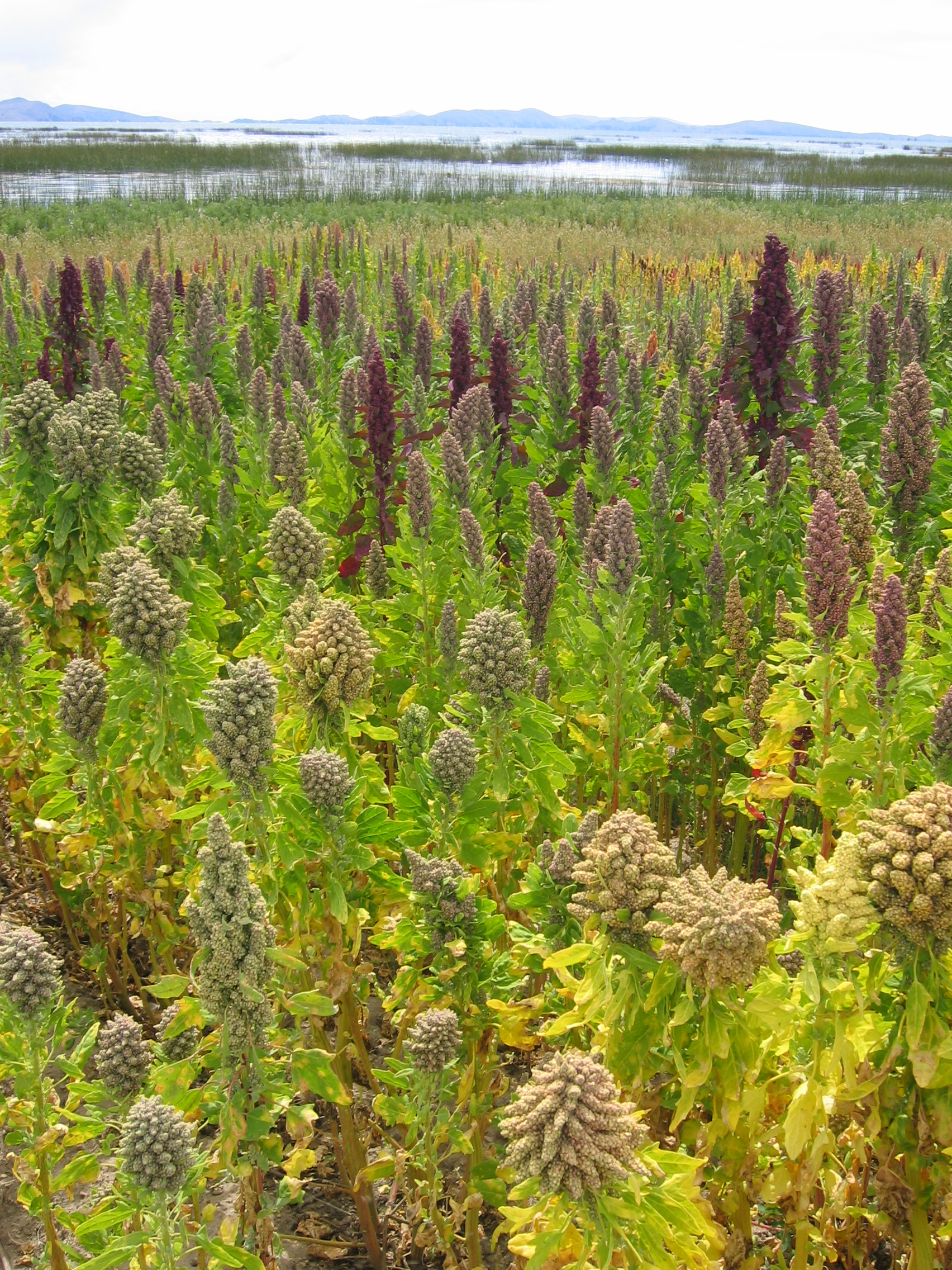
Ảnh chụp diêm mạch gần Cachilaya, Hồ Titicaca, Bolivia

Diêm mạch (tên gọi trong tiếng Tây Ban Nha: quinua, tiếng Anh: quinoa, phát âm: kēn’wä, từ tiếng Quechua kinwa hoặc kinuwa) là tên gọi phổ biến của Chenopodium quinoa, một loài thực vật có hoa thuộc họ Dền. Loài này được Carl Ludwig Willdenow mô tả khoa học đầu tiên năm 1798. Diêm mạch được trồng như một loại cây ngũ cốc chủ yếu để cho hạt. Diêm mạch là loại "giả ngũ cốc", không phải ngũ cốc thực sự, và không phải thuộc họ Hòa thảo. Diêm mạch gần giống với cây củ cải đường, rau bina và rau dền và các loại giả ngũ cốc khác. Sau khi thu hoạch, hạt diêm mạch thường được xử lý để loại bỏ lớp vỏ bên ngoài có chứa saponin có vị đắng. Hạt diêm mạch được nấu chín như gạo và có thể được sử dụng trong rất nhiều món ăn. Lá diêm mạch được sử dụng như lá rau giống như rau dền, tuy nhiên việc sử dụng lá diêm mạch như rau xanh vẫn còn hạn chế.
Khi được nấu chín, các thành phần dinh dưỡng trong diêm mạch tương đương với các loại ngũ cốc thông thường, cung cấp một lượng vừa phải chất xơ và khoáng chất. Tổ chức Lương thực và Nông nghiệp của Liên Hợp Quốc tuyên bố năm 2013 là Năm Quốc tế của Diêm mạch.
Diêm mạch có nguồn gốc từ vùng Andes của Peru, Bolivia, Ecuador, Colombia và Chile, và đã được con người sử dụng từ 3.000 đến 4.000 năm trước tại lưu vực hồ Titicaca, mặc dù vậy, bằng chứng khảo cổ cho thấy sự liên kết phi thuần hóa với chăn thả du mục từ 5.200 đến 7.000 năm trước đây.

## Sinh học

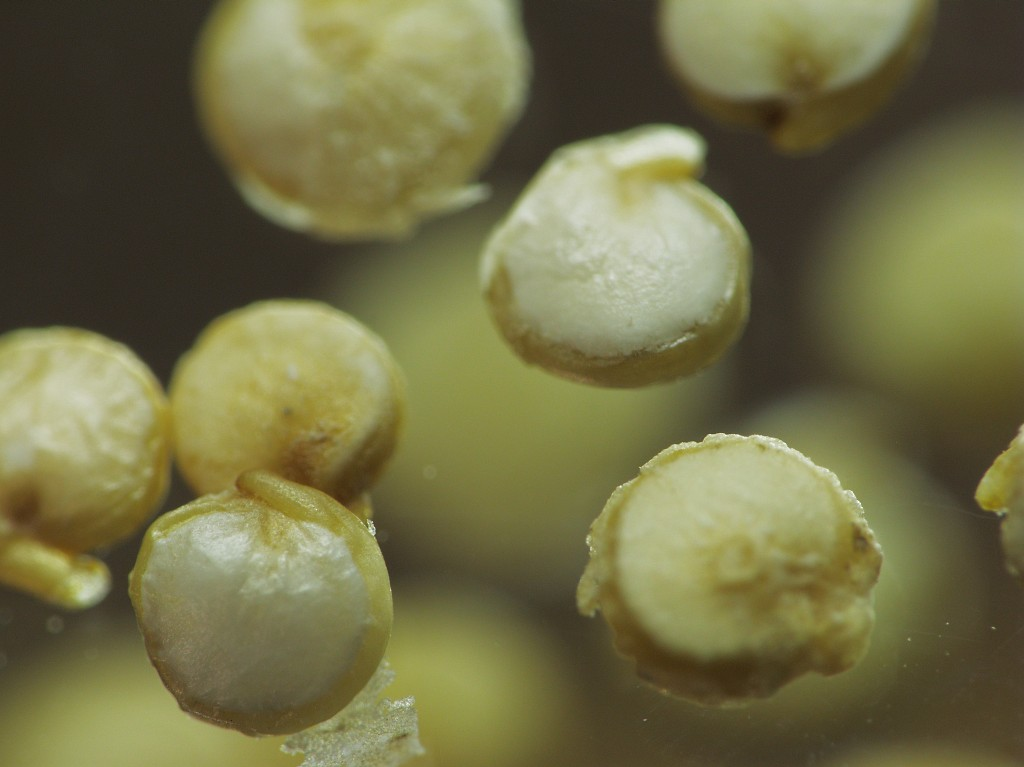
Hình ảnh phóng to hạt diêm mạch

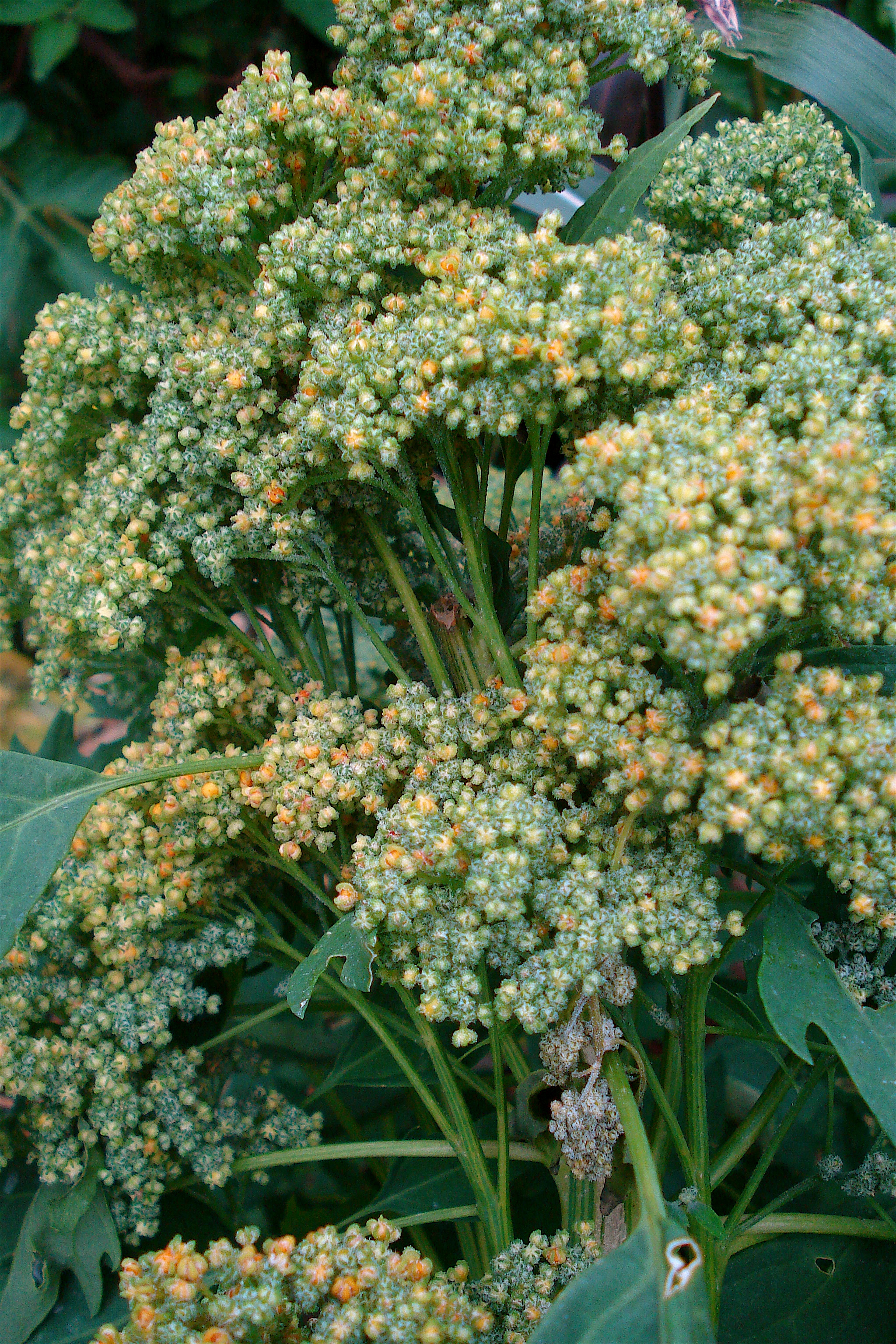
Hạt quinoa trước khi ra hoa

Chenopodium quinoa là một loại thực vật hai lá mầm sống một năm, thường với chiều cao khoảng 1–2 m (3,3-6,6 ft). Nó có các lá rộng, nói chung có lông tơ, phủ bột, từ nhẵn (hiếm thấy) tới có thùy, mọc cách (so le). Thân trung tâm cây dạng gỗ, chia ra nhiều nhánh hoặc không tùy thuộc vào thứ, có màu xanh, đỏ hoặc tía. Các chùy hoa mọc từ phía đỉnh của cây hoặc từ nách lá dọc theo thân. Mỗi chùy hoa có một trục trung tâm, từ đó một trục thứ cấp xuất hiện hoặc với các bông hoa (dạng dền) hoặc mang một trục tam cấp mang các bông hoa (dạng khối cầu). Các hoa dưới bầu màu xanh lục có bao hoa đơn giản và thường tự thụ phấn Quả có đường kính khoảng khoảng 2 mm (0,08 in) và có nhiều màu sắc khác nhau, từ trắng tới đỏ hoặc đen, tùy thuộc vào giống.

### Phân bố trong tự nhiên
Diêm mạch được cho là đã được thuần hóa ở vùng núi Andes ở Peru từ các quần thể hoang dã hoặc cỏ dại cùng loài. Ciũng có các dạng diêm mạch không gieo trồng (Chenopodium quinoa var. melanospermum) mọc trong vùng gieo trồng; hoặc là chúng có liên quan đến những dạng diêm mạch tiền thân hoang dã xa xưa, hoặc có thể đã phát triển từ các giống cây trồng.

### Thành phần Saponin

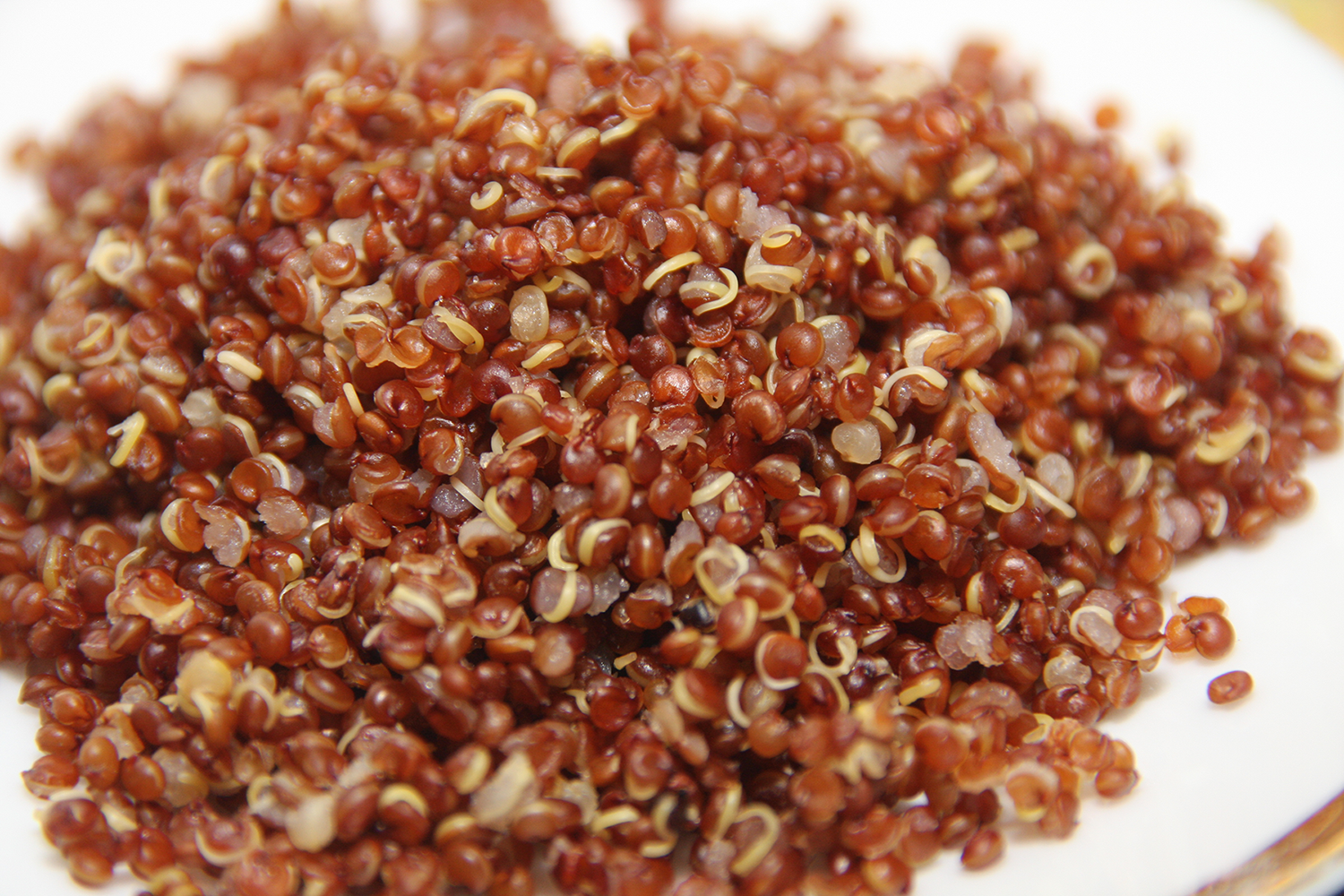
Diêm mạch đỏ, đã được nấu

Trong trạng thái tự nhiên, hạt diêm mạch có một lớp phủ chứa các saponin đắng, khiến diêm mạch trở nên khó ngon miệng. Hầu hết hạt diêm mạch được thương mại hóa đã được xử lý để loại bỏ lớp phủ này Tuy nhiên lớp vỏ đắng này lại có tác dụng trong quá trình canh tác, vì lớp vỏ đắng khiến chim tránh xa diêm mạch và do đó cây diêm mạch chỉ đòi hỏi sự bảo vệ tối thiểu. Việc kiểm soát định lượng lớp vỏ đắng liên quan đến di truyền giống diêm mạch; việc hạ thấp hàm lượng saponin qua chọn giống để sản xuất, tạo ra giống diêm mạch ngon miệng hơn, ngọt hơn là rất phức tạp bởi khoảng 10% diêm mạch là thụ phấn chéo.
Định hạng loại độc tính của các saponin trong quinoa coi chúng như là kích thích vừa phải với mắt và đường hô hấp cũng như là tác nhân kích thích thấp với đường tiêu hóa. Saponin là một glycoside độc, một tác nhân chính ảnh hưởng đến tán huyết khi kết hợp trực tiếp với các tế bào máu. Ở Nam Mỹ, vỏ saponin có nhiều công dụng, được sử dụng như một chất tẩy rửa cho quần áo và rửa và như một chất khử trùng cho da bị thương. Diêm mạch chứa hàm lượng cao axit oxalic trong lá và thân cũng như các loài thuộc chi Chenopodium và họ Dền. Rủi ro sức khỏe liên quan đến diêm mạch là rất ít, miễn là diêm mạch được chế biến đúng cách và không ăn lá diêm mạch quá mức.

## Giá trị dinh dưỡng
Hạt diêm mạch thô (chưa nấu chín) chứa 13% nước, 64% cacbohydrat, 14% protein và 6% chất béo (bảng dinh dưỡng trên). Đánh giá dinh dưỡng trong một khẩu phần 100 g (3,5 oz) diêm mạch cho thấy giá trị dinh dưỡng cao (20% hoặc cao hơn giá trị hàng ngày = DV) protein, chất xơ, một số vitamin nhóm B và khoáng chất dinh dưỡng (bảng trên).
Sau khi nấu, hạt diêm mạch chứa 72% nước, 21% cacbohydrat, 4% protein và 2% chất béo và thành phần dinh dưỡng trong diêm mạch cũng bị giảm đi đáng kể (bảng dinh dưỡng dưới). Trong khẩu phần 100g (3,5 oz) diêm mạch nấu chín cung cấp 120 calo và là một nguồn dinh dưỡng tuyệt vời chứa mangan và phosphor (tương ứng 30% và 22% DV), và chứa một lượng vừa phải (10-19% DV) chất xơ, folat, và các khoáng chất dinh dưỡng, sắt, kẽm và magnesi. (Bảng dưới).
Diêm mạch không chứa gluten và do đó dễ tiêu hóa. Do những đặc điểm này, diêm mạch được lựa chọn là cây trồng thử nghiệm trong Hệ thống hỗ trợ kiểm soát cuộc sống sinh thái của NASA cho các chuyến bay không gian trong thời gian dài.

## Canh tác

### Yêu cầu về khí hậu

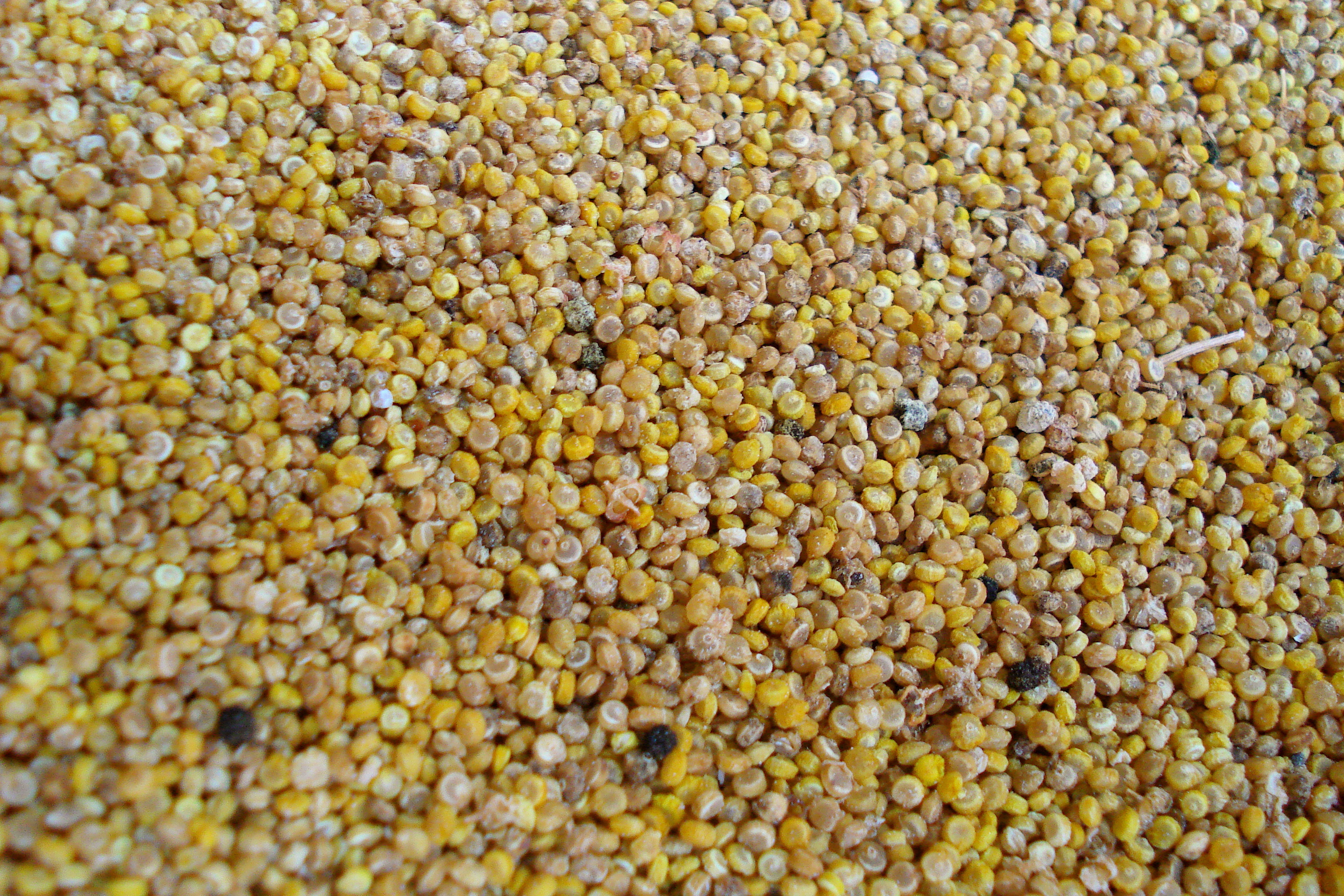
Hạt diêm mạch khi thu hoạch

Mức độ tăng trưởng của diêm mạch là khác nhau do độ phức tạp cao của các phân loài, giống và các giống địa phương (thực vật hoặc động vật đã thuần hóa và thích nghi với môi trường mà chúng có nguồn gốc) khác nhau. Tuy nhiên, nhìn chung diêm mạch không đòi hỏi quá trình chăm sóc phức tạp và chịu được độ cao. Diêm mạch được trồng từ vùng ven biển đến hơn 4.000 m (13.000 ft) ở dãy Andes gần xích đạo, với hầu hết các giống được trồng khoảng 2.500 m (8.200 ft) tới 4.000 m (13.000 ft). Tùy thuộc vào giống, điều kiện phát triển tối ưu là ở vùng khí hậu mát mẻ với nhiệt độ có dao động trong khoảng từ -4 °C (25 °F) vào ban đêm tới gần 35 °C (95 °F) vào ban ngày. Một số giống cây trồng có thể chịu được nhiệt độ thấp rất tốt. Sương giá nhẹ thường không ảnh hưởng đến diêm mạch tại bất kỳ giai đoạn phát triển nào, ngoại trừ giai đoạn ra hoa. Sương giá giữa mùa hè trong giai đoạn ra hoa, thường xảy ra ở vùng Andes, có thể dẫn tới sự vô sinh của phấn hoa. Điều kiện lượng mưa cũng khác nhau đối với các giống diêm mạch khác nhau, dao động từ 300 đến 1.000 mm (12–39 in) trong suốt mùa sinh trưởng. Sự phát triển là tối ưu với sự phân bố tốt của lượng mưa trong giai đoạn đầu của sự tăng trưởng-phát triển và các điều kiện khô ráo trong mùa hạt chín và thu hoạch.
Diêm mạch từng được trồng tại Hoa Kỳ, chủ yếu tại vùng cao San Luis Valley (SLV) ở Colorado, nơi loài cây này được du nhập vào năm 1982. Trong thung lũng sa mạc ở độ cao này, nhiệt độ mùa hè tối đa hiếm khi vượt quá 30 °C (86 °F) và ban đêm nhiệt độ khoảng 7 °C (45 °F). Do mùa sinh trưởng ngắn, việc trồng diêm mạch tại Bắc Mỹ đòi hỏi các giống cây ngắn ngày, thường có xuất xứ từ Bolivia.
Một số nước ở châu Âu, bao gồm Pháp, Anh, Hà Lan, Bỉ, Đức và Tây Ban Nha hiện nay đã gieo trồng thành công diêm mạch ở quy mô thương mại. Tại Anh, diêm mạch được trồng như một loài cây lương thực phổ biến và được thu hoạch vào tháng 9.

### Gieo trồng
Hạt diêm mạch nảy mầm tốt nhất trong đất cát có sự thoát nước tốt với hàm lượng chất dinh dưỡng thấp, độ mặn vừa phải và độ pH vào khoảng 6-8,5. Các luống diêm mạch phải được chuẩn bị tốt và ráo nước để tránh ngập úng.

### Chăm sóc
Năng suất diêm mạch là tối đa khi lượng nitơ đạt 170–200 kg (370-440 lb) mỗi hecta. Việc bổ sung phosphor không cải thiện năng suất. Ở phía đông Bắc Mỹ, bệnh sâu ăn lá có thể ảnh hưởng đến năng suất diêm mạch, cũng như ảnh hưởng tới loài cỏ dại có quan hệ họ hàng gần là Chenopodium album, nhưng C. album có sức đề kháng bệnh tốt hơn.

### Thu hoạch và chế biến

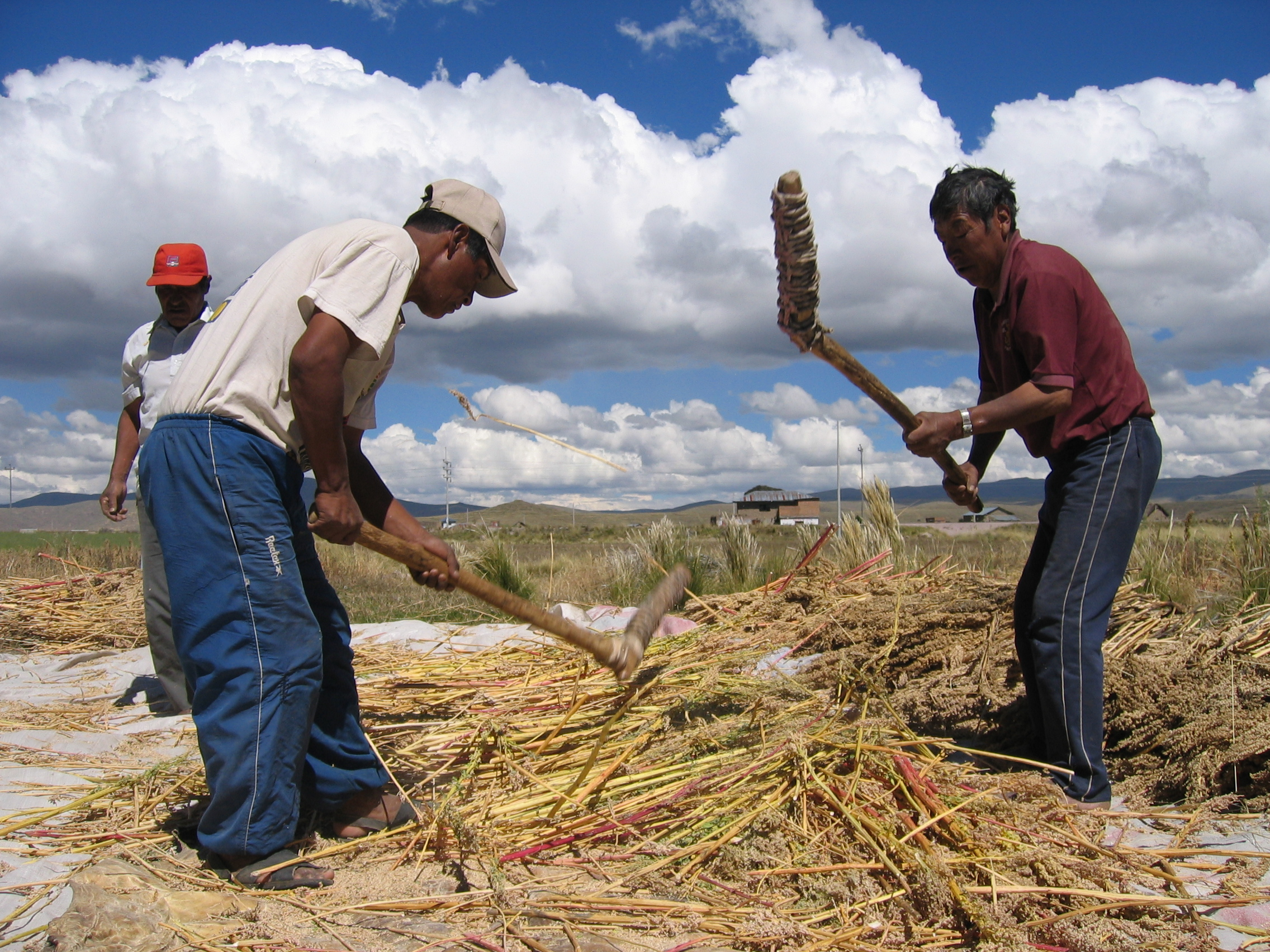
Tuốt hạt diêm mạch ở Peru

Hạt diêm mạch thường được thu hoạch bằng tay và hiếm khi bằng máy, vì sự biến động cực lớn của thời kỳ hạt chín của hầu hết các giống diêm mạch gay khó khăn cho việc cơ giới hóa. Thu hoạch cần phải được tính thời gian chính xác để tránh tổn thất cao do vỡ hạt và các chùy hoa trên cùng một cây là thuần thục vào những thời điểm khác nhau. Sản lượng hạt (thường khoảng 3-5 tấn/ha) là tương đương với sản lượng lúa mì tại khu vực Andes. Tại Hoa Kỳ, diêm mạch đã được chọn giống để có được sự đồng nhất về thời gian hạt chín và được thu hoạch bằng máy gặt liên hợp đối với các giống có hạt nhỏ thông thường. Cây diêm mạch được giữ cho đến khi thân cây khô và hạt diêm mạch đạt đến độ ẩm dưới 10%. Chế biến diêm mạch bao gồm việc đập bông diêm mạch và sàng sẩy hạt để loại bỏ lớp vỏ đắng. Trước khi lưu trữ, hạt diêm mạch cần phải được sấy khô để tránh nảy mầm. Hạt diêm mạch khô được lưu trữ thô cho đến khi được rửa sạch hoặc bằng máy xử lý để loại bỏ lớp vỏ đắng chứa saponin.

## Lịch sử văn hóa

### Lịch sử ban đầu
Cây diêm mạch được thuần hóa đầu tiên bởi người Andes khoảng 3.000 đến 4.000 năm trước. Diêm mạch được coi là loại lương thực quan trọng trong các nền văn hóa Andes, nơi nó được coi là giống cây bản địa nhưng ở các vùng khác thì người ta ít biết về diêm mạch. Người Inca, coi diêm mạch là "chisoya mama" hay "mẹ của ngũ cốc", và theo truyền thống diêm mạch được các vị vua Inca gieo những hạt giống đầu tiên của mùa gieo trồng bằng những "công cụ vàng". Trong công cuộc chinh phục Nam Mỹ của người Tây Ban Nha, những kẻ thực dân coi diêm mạch là "thức ăn của người Anh điêng", và ngăn cấm canh tác diêm mạch, do sự xuất hiện của loại hạt này trong các nghi lễ tôn giáo bản địa. Người Inca bản địa từng bị cấm trồng diêm mạch trong một thời gian và buộc phải trồng lúa mì thay thế.

### Sự phổ biến ngày càng rộng rãi và giá trị cây trồng
| Quốc gia                                                     | 1961   | 1970   | 1980   | 1990   | 2000   | 2010 | 2014  |
| ------------------------------------------------------------ | ------ | ------ | ------ | ------ | ------ | ---- | ----- |
| Perú                                                         | 22.5   | 7.3    | 16.3   | 6.3    | 28.2   | 41.1 | 114.3 |
| Bolivia                                                      | 9.2    | 9.7    | 8.9    | 16.1   | 23.8   | 36.1 | 77.4  |
| Ecuador                                                      | 0.7    | 0.7    | 0.5    | 0.7    | 0.7    | 0.9  | 0.8   |
| Tổng cộng                                                    | 32.4   | 17.7   | 25.8   | 23.0   | 52.6   | 78.1 | 192.5 |
| Giá xuất khẩu USD/kg                                         | $0.080 | $0.492 | $0.854 | $1.254 | $3.029 |      |       |
| Nguồn: Tổ chức Lương thực và Nông nghiệp Liên Hợp Quốc (FAO) |        |        |        |        |        |      |       |

Hạt diêm mạch ngày càng trở nên phổ biến tại Hoa Kỳ, Canada, Châu Âu, Úc, Trung Quốc và Nhật Bản, nơi diêm mạch không phải là điển hình phát triển nhưng lại được gia tăng giá trị cây trồng. Giữa năm 2006 và đầu năm 2013 giá cả nông sản diêm mạch tăng gấp ba lần Trong năm 2011, giá trung bình là US $ 3,115 cho mỗi tấn với một số giống bán cao với $ 8000 mỗi tấn. Điều này được so sánh với giá lúa mì $ 9 mỗi giạ (khoảng $ 340 mỗi tấn). Từ những năm 1970, các hiệp hội và các hợp tác xã sản xuất 'đã làm việc hướng tới kiểm soát việc sản xuất lớn hơn trong thị trường. Giá cả cao hơn khiến diêm mạch khó khăn hơn đối với người mua, nhưng cũng mang lại một thu nhập đáng kể cho người nông dân và giúp nhiều người tị nạn tại đô thị có thể trở về làm ruộng.
Sự phổ biến của hạt diêm mạch tại khu vực không phải bản địa đã dấy lên lo ngại về an ninh lương thực. Do nghèo đói trên diện rộng tiếp tục diễn ra tại khu vực nơi diêm mạch được sản xuất và vì một số loại cây trồng khác phù hợp với đất và khí hậu ở các khu vực này, nhiều người cho rằng diêm mạch được thổi phồng về giá và phá vỡ quy luật cung cầu tại địa phương. Trong năm 2013, báo The Guardian so sánh diêm mạch với măng tây trồng ở Peru, một loại cây trồng bị chỉ trích do tính chất hao tốn nước khi trồng, báo ghi: "chúng ta phải tưới cho loại rau xa xỉ ấy một cách vô độ tận suốt 365 ngày trong một năm[...]" Người ta cho rằng, khi thu nhập và đời sống tăng, con người sẽ có xu hướng lựa chọn các thực phẩm cao cấp của phương Tây. Tuy nhiên, nhà nhân chủng học Pablo Laguna nói rằng nông dân vẫn đang tận dụng một phần của cây diêm mạch để sử dụng riêng cho chính họ, và rằng giá cao ảnh hưởng đến dân cư lân cận thành phố, nhưng lượng tiêu thụ ở các thành phố lại thấp hơn. Theo Laguna, lợi ích ròng của doanh thu tăng lớn hơn chi phí, cho rằng đó là "tin rất tốt cho các hộ nông dân nhỏ và bản địa". Việc chuyển đổi từ một loại lương thực lành mạnh cho nông nghiệp gia đình và cộng đồng vào một sản phẩm được tổ chức sản xuất để tạo ra giá trị cho bản thân và gia đình là một quá trình liên tục. Diêm mạch được xem như là một nguồn tài nguyên có giá trị có thể mang lại một lượng lớn hơn nhiều [làm rõ cần thiết] thực phẩm dinh dưỡng thay thế cho mì ống và gạo. Diêm mạch được sử dụng như một loại thực phẩm nông dân có thể tự cung tự cấp co gia đình của họ với lương dinh dưỡng lớn, nhưng giờ nó cũng được coi là thực phẩm hàng ngày của tầng lớp trung lưu thành thị tại Bolivia, một loại thực phẩm cao cấp ở thủ đô Peru Lima nơi "diêm mạch được bán tại với giá cao hơn cho mỗi pound so với thịt gà, và gấp bốn lần so với gạo ". [35] Các nỗ lực đang được thực hiện tại một số khu vực để phân bố rộng rãi hơn, đảm bảo canh tác diêm mạch và giúp tầng lớp nghèo được tiếp cận với diêm mạch cũng như giúp họ hiểu biết về tầm quan trọng dinh dưỡng của loại hạt này. Diêm mạch có thể kết hợp vào bữa sáng miễn phí tại trường và được các chính phủ quy định trong các khẩu phần ăn cho phụ nữ mang thai và cho con bú.

### Tranh luận Kosher
Diêm mạch trở nên phổ biến trong cộng đồng người Do Thái, được sử dụng thay thế cho các hạt men bị cấm trong dịp lễ Rửa tội. Một số tổ chức chứng nhận kosher từ chối xác nhận diêm mạch là nguyên liệu chính cho lễ Rửa tội, viện dẫn lý do bao gồm sự tương đồng của diêm mạch với một số hạt bị cấm hoặc e ngại sự tương đồng với các sản phẩm liên quan đến hạt bị cấm hoặc trong quá trình đóng gói.

Trong tháng 12 năm 2013, Liên minh Chính thống, cơ quan cấp giấy chứng nhận kosher lớn nhất thế giới, tuyên bố xác nhận diêm mạch nguyên liệu chính cho lễ Rửa tội.

## Năm quốc tế diêm mạch
Đại hội đồng Liên Hợp Quốc tuyên bố năm 2013 là "Năm quốc tế Diêm mạch"  nhằm ghi nhận những thông lệ của tổ tiên của người Andean, đã bảo quản diêm mạch làm thức ăn cho các thế hệ hiện tại và tương lai, thông qua kiến thức và thực tiễn trong sự hài hòa với thiên nhiên. Mục tiêu của sự công nhận này là để thu hút sự chú ý của thế giới với vai trò quan trọng của diêm mạch đối với an ninh lương thực, dinh dưỡng và xoá đói giảm nghèo, hỗ trợ cho việc đạt được các Mục tiêu Phát triển Thiên niên kỷ.

## Malaysia
Ngày 22 tháng 2 năm 2018, thủ tướng Malaysia Najib Razak đã gây tranh cãi và bị chỉ trích sau khi chia sẻ rằng ông đã chuyển từ ăn cơm sang hạt diêm mạch như một lựa chọn thực phẩm. Một số người đã cho rằng Najib không hiểu được gánh nặng kinh tế đang đè nặng lên người dân và không thể liên hệ được với thực tế cuộc sống của họ. Sự lựa chọn của Najib chọn ăn hạt diêm mạch, một loại thực phẩm đắt đỏ và phổ biến ở các nước phát triển, được cho là thiếu nhạy cảm và không phản ánh được tình hình kinh tế và khó khăn mà nhiều người dân Malaysia đang phải đối mặt.
Tranh cãi và chỉ trích này đã trở thành một vấn đề lớn trong cuộc tranh cử Malaysia năm 2018, trong đó Najib đã mất quyền lực và bị thay thế bởi Mahathir Mohamad.

## Hình ảnh

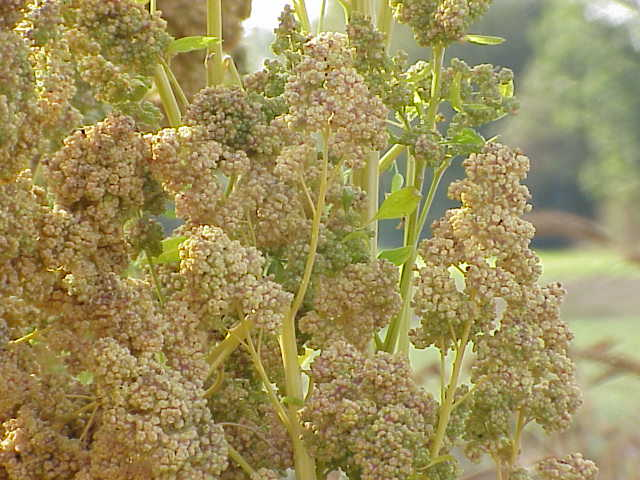
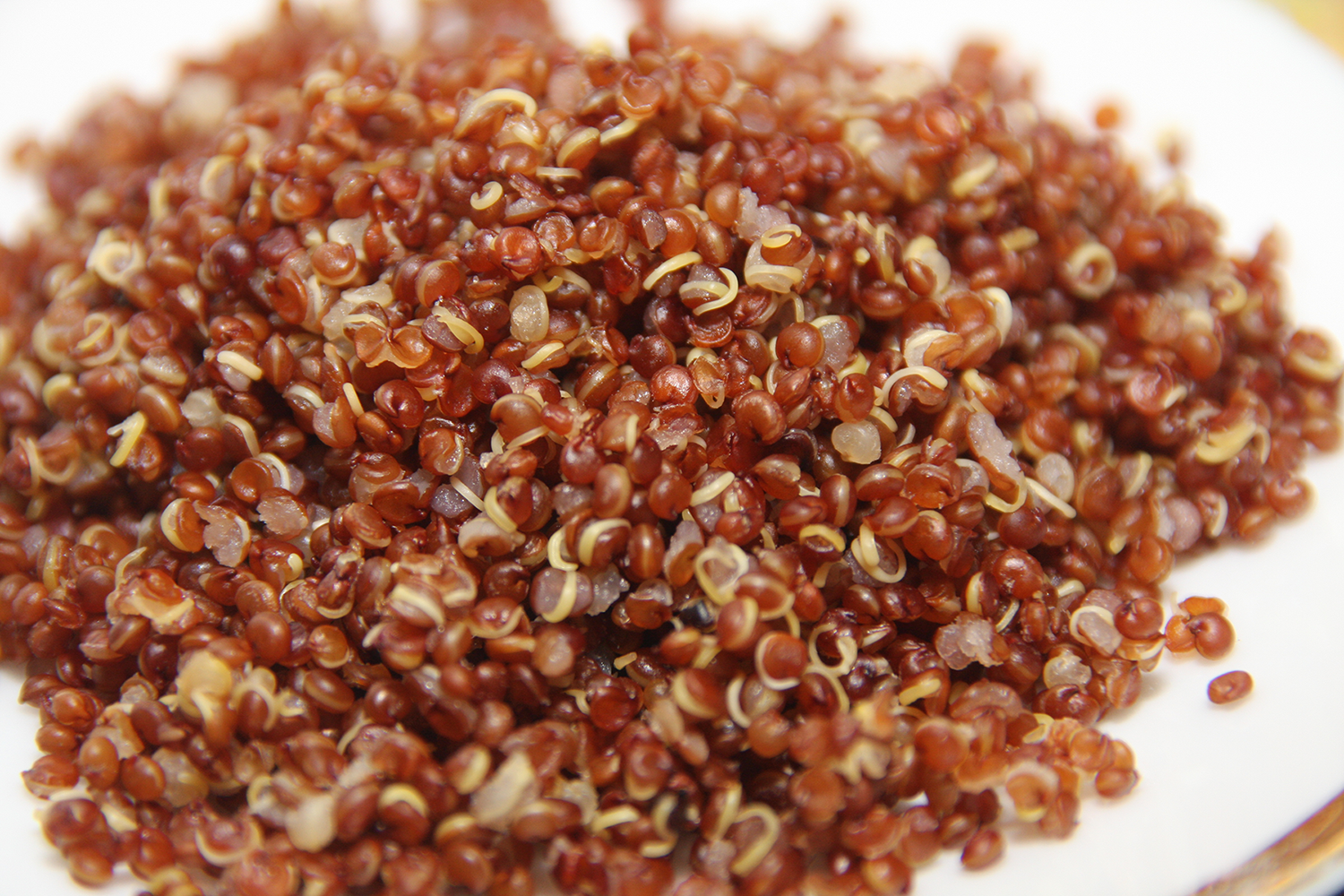
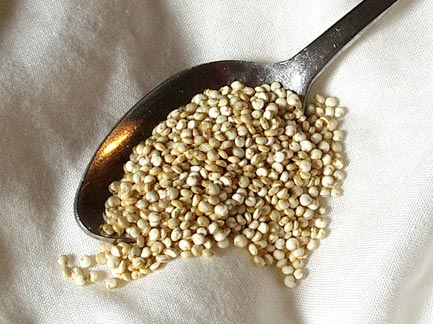
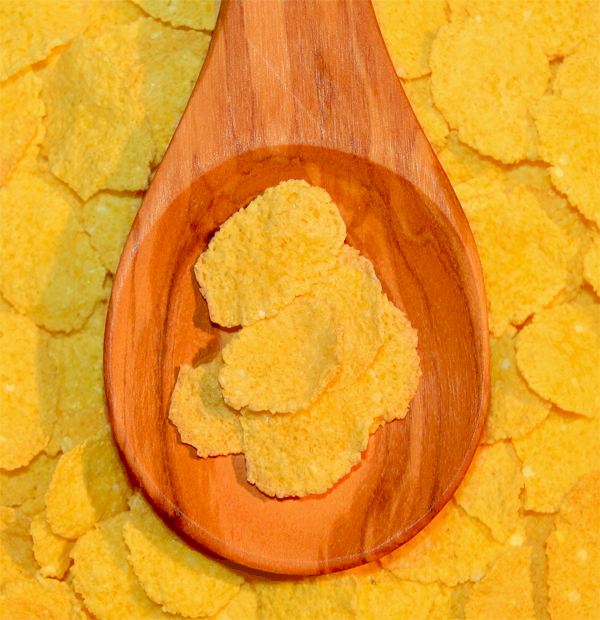
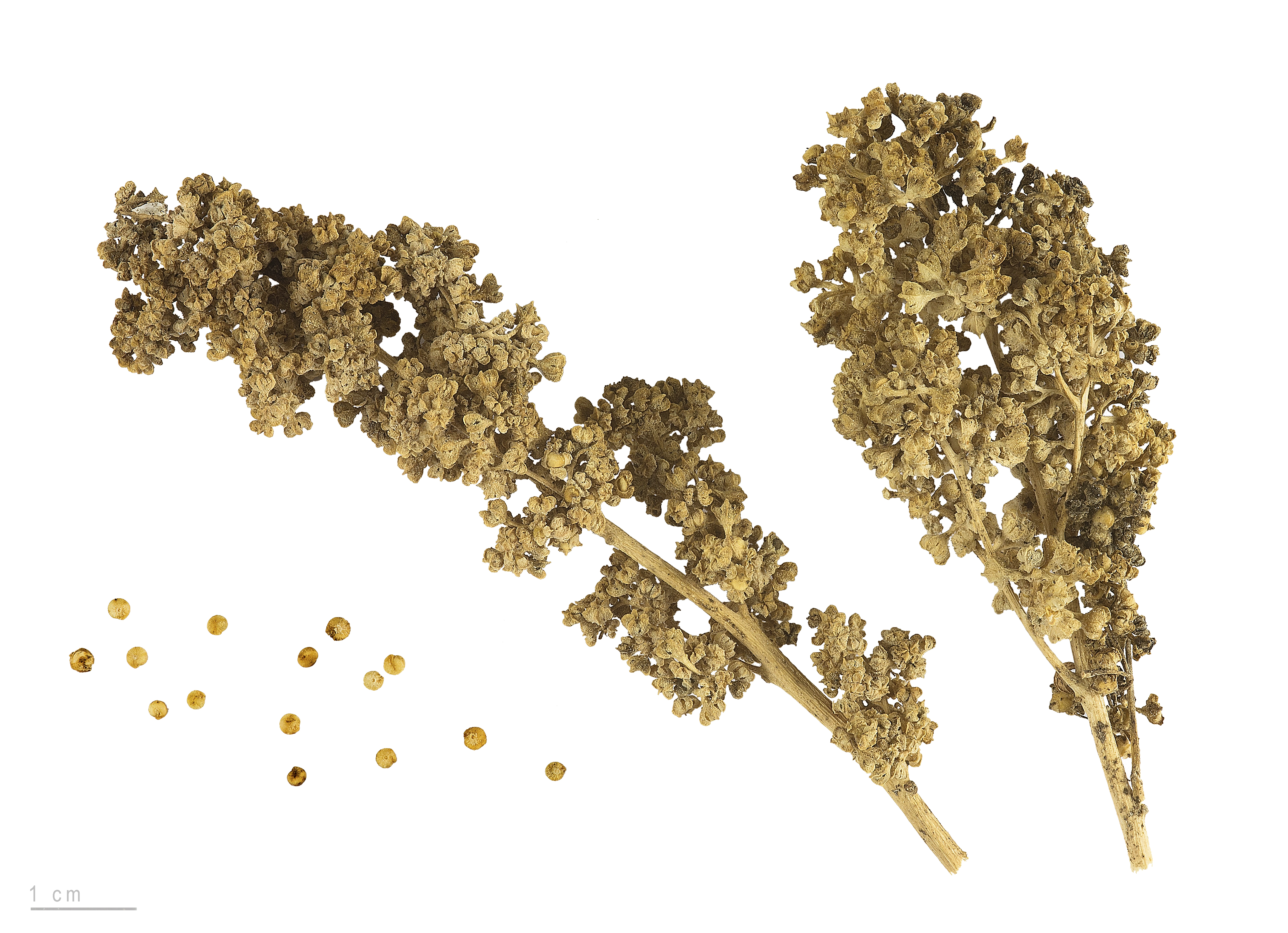

## Thư viện ảnh

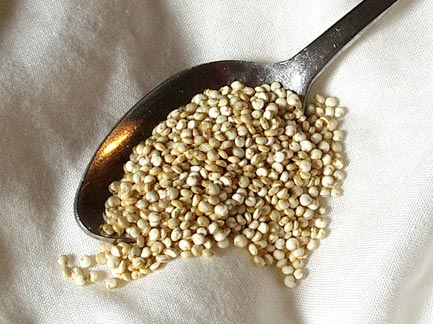
Hạt diêm mạch
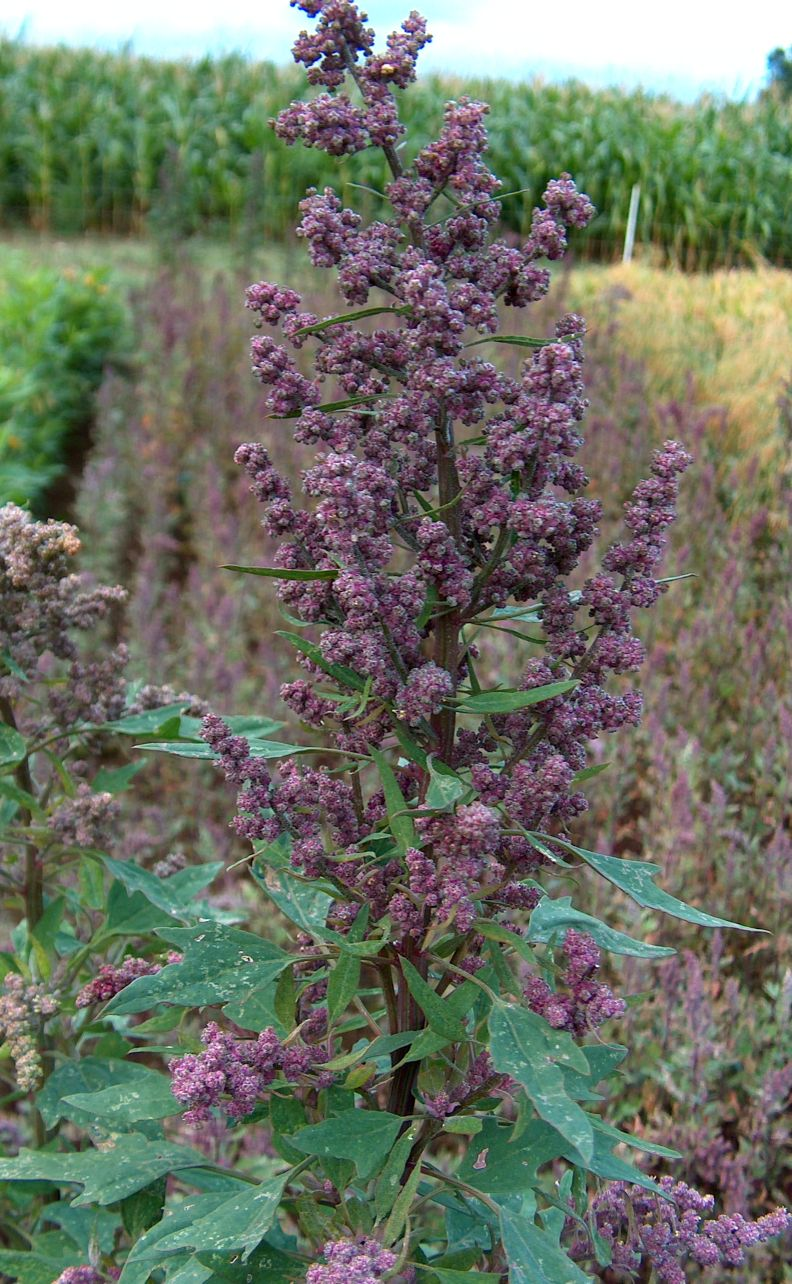
Cây diêm mạch
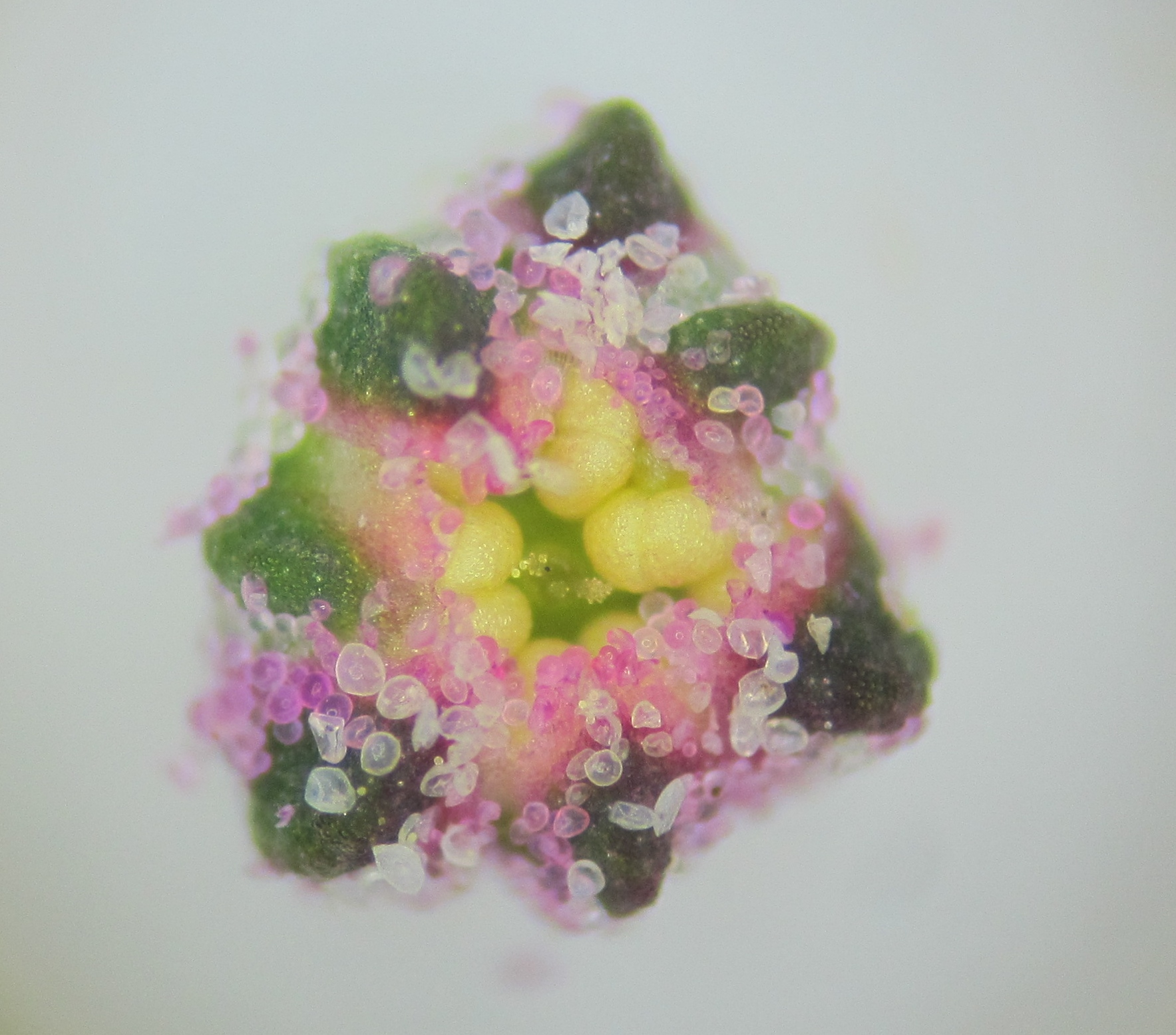
Hoa diêm mạch
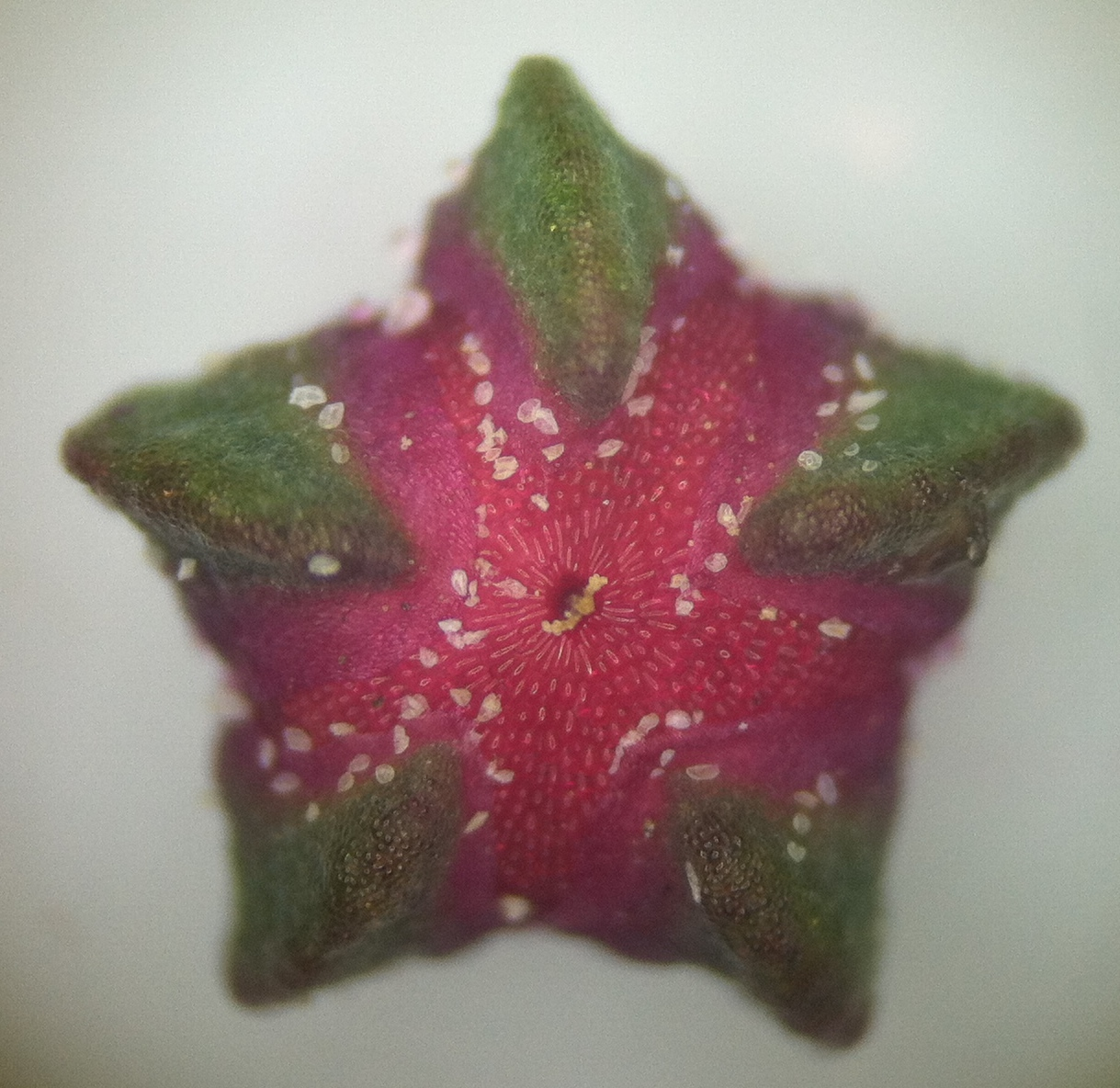
Tạo hạt